# Problemas de la poética de Dostoievski
Problemas de la Poética de Dostoievski es un ensayo escrito por Mijaíl Bajtín y publicado en Moscú en 1963.
El libro, que es uno de las más importantes de los escritos por Bajtín, además de ser un exhaustivo análisis de la obra de Dostoievski, introduce un concepto novedoso en literatura: el de polifonía. El concepto, que proviene de la música, es empleado para designar las diferentes voces de los personajes. Según Batjjin, la novela polifónica es un nuevo género de novela.
Dostoievski rompe con la novela monológica tradicional con una multiplicidad de voces (así se expresen en forma de monólogo interior o diálogo) que son posibles porque los personajes que las pronuncian son elaborados como si fueran consciencias ajenas a la consciencia del autor. El héroe no es un reproductor del discurso del autor sino que es un sujeto con su propio discurso. De esta manera, la verdad única del creador desaparece en la diversidad de verdades que sus propios personajes expresan de acuerdo a sus propios caracteres.